# مهرجان كاليفورنيا للجعة
يعتبر مهرجان كاليفورنيا للبيرة مهرجان سنوي، وهو من أكبر وأقدم المهرجانات في مجال تذوق البيرة في أمريكا، والذي بدوره يُقام في منتجع شاطئ أفاليا.

## نبذة
يُعقد مهرجان كاليفورنيا للبيرة بشكل تقليدي في عطلة يوم الذكرى، وفيه يتم اختيار خمسين من صانعي الخمرة الذين يقومون بابتكار وصنع خمورهم.
يقوم هذا الحدث بجذب عدداً من طلاب الجامعات من المناطق المحيطة. يُعطى عند التقديم كأس بيرة زجاجي، عدد لا محدود من العينات المعروضة. كذلك يوفر المهرجان خدمات ترفيهية كالموسيقي الحية ومنصات متنوعة للطعام.